# Ratburella maxima
Ratburella maxima är en insektsart som beskrevs av Irena Dworakowska 1980. Ratburella maxima ingår i släktet Ratburella och familjen dvärgstritar. Inga underarter finns listade i Catalogue of Life.